# Торре-де-Мігель-Сесмеро
Торре-де-Мігель-Сесмеро (ісп. Torre de Miguel Sesmero) — муніципалітет в Іспанії, у складі автономної спільноти Естремадура, у провінції Бадахос. Населення — 1261 особа (2010).
Муніципалітет розташований на відстані близько 330 км на південний захід від Мадрида, 32 км на південний схід від Бадахоса.

## Демографія
Динаміка населення (INE ):